# Szafa Giráj krími kán
Szafa Giráj (krími tatár: Safa Geray, صفا كرای), (1637 – 1703) krími tatár kán.

## Élete
Szafa I. Szelamet kán unokája volt. I. Szelim uralkodása idején a núreddin tisztséget viselte (1671—1678). 1691-ben III. Szadet leváltása után a szultán őt nevezte ki krími kánná. Kánként Szafa elsősorban a saját meggazdagodásával törődött, akár zsarolás útján is. Lealacsonyította a káni méltóságot azzal, hogy szappannal és hallal kereskedett és személyesen szedte be az adókat. Ezenkívül ivott is, így teljesen elvesztette népe megbecsülését. Mikor a szultán megparancsolta, hogy vonuljon a Krím seregével Ausztria ellen, a klánok megtagadták, hogy a gyűlölt kán parancsnoksága alatt harcoljanak, és kérelmet intéztek a szultánhoz hogy a népszerű I. Szelimet ültesse a trónra. Szelim visszatért, Szafa pedig a továbbiakban Ruméliában élt, ahol folytatta kereskedő életmódját 1703-ban bekövetkezett haláláig.

## Fordítás
Ez a szócikk részben vagy egészben  a(z)   Сафа Герай című orosz Wikipédia-szócikk ezen változatának fordításán alapul.  Az eredeti cikk szerkesztőit annak laptörténete sorolja fel. Ez a jelzés csupán a megfogalmazás eredetét és a szerzői jogokat jelzi, nem szolgál a cikkben szereplő információk forrásmegjelöléseként.
| Előző uralkodó: III. Szadet Giráj | Krími kán 1691 – 1692 | Következő uralkodó: I. Szelim Giráj |